# Bathycongrus retrotinctus
Bathycongrus retrotinctus är en fiskart som först beskrevs av Jordan och Snyder, 1901.  Bathycongrus retrotinctus ingår i släktet Bathycongrus och familjen havsålar. IUCN kategoriserar arten globalt som otillräckligt studerad. Inga underarter finns listade.